# Sidi Ali Ben Aoûn (delegación)
Sidi Ali Ben Aoûn es una delegación de la gobernación de Sidi Bouzid en Túnez. En abril de 2014 tenía una población censada de 28 214 habitantes.
Se encuentra ubicada en la zona central del país, sobre la cordillera del Atlas.